# Harri Ylönen
Harri Ylönen (Kuopio, 21 december 1972) is een voormalig profvoetballer uit Finland, die speelde als verdediger gedurende zijn carrière. Hij beëindigde zijn actieve loopbaan in 2009 bij de Finse club KuPS Kuopio.

## Interlandcarrière
Ylönen kwam in totaal 45 keer (één doelpunt) uit voor de nationale ploeg van Finland in de periode 1995–2002. Hij maakte zijn officieuze debuut onder leiding van bondscoach Jukka Ikalainen op 15 februari 1995 in de vriendschappelijke uitwedstrijd tegen Trinidad en Tobago (2-1 nederlaag) in Port of Spain. Hij viel in dat duel na 53 minuten in voor Jukka Ruhanen.

## Erelijst
FC Haka
- Fins landskampioen

1995, 1999
- Suomen Cup

1997, 2002